# Rheotanytarsus akrina
Rheotanytarsus akrina är en tvåvingeart som först beskrevs av Roback 1960.  Rheotanytarsus akrina ingår i släktet Rheotanytarsus och familjen fjädermyggor.
Artens utbredningsområde är Kansas. Inga underarter finns listade i Catalogue of Life.